# Daytime Emmy Award voor beste vrouwelijke hoofdrol in een dramaserie
De Daytime Emmy Award voor beste vrouwelijke hoofdrol in een dramaserie (Engels: Daytime Emmy Award for Outstanding Lead Actress in a Drama Series) is een televisieprijs die sinds 1974 elk jaar wordt uitgereikt door de NATAS en ATAS. De prijs is voor een actrice die een buitengewone acteerprestatie geleverd heeft in een hoofdrol van een soapserie die overdag uitgezonden wordt.
De eerste ceremonie werd gehouden in 1974 en werd gewonnen door Elizabeth Hubbard voor haar vertolking van Althea Davis in The Doctors. Aanvankelijk was de prijs voor zowel hoofdrol- als bijrolspelers. Nadat in 1979 de categorie beste vrouwelijke bijrol toegevoegd werd was deze prijs enkel nog voor acteurs met een hoofdrol. In 1985 werd er ook een categorie toegevoegd voor beste jongere waarvoor acteurs jonger dan 26 in aanmerking kwamen. Met acht overwinningen is Erika Slezak recordhouder voor haar rol als Victoria Lord in One Life to Live. 

## Erelijst

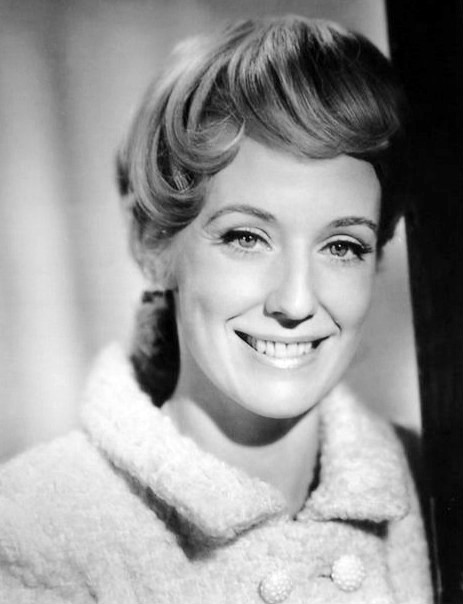
Elizabeth Hubbard was de eerste winnares voor haar rol van Althea Davis in The Doctors. Ze werd later nog acht keer genomineerd voor haar rol als Lucinda Walsh in As the World Turns.

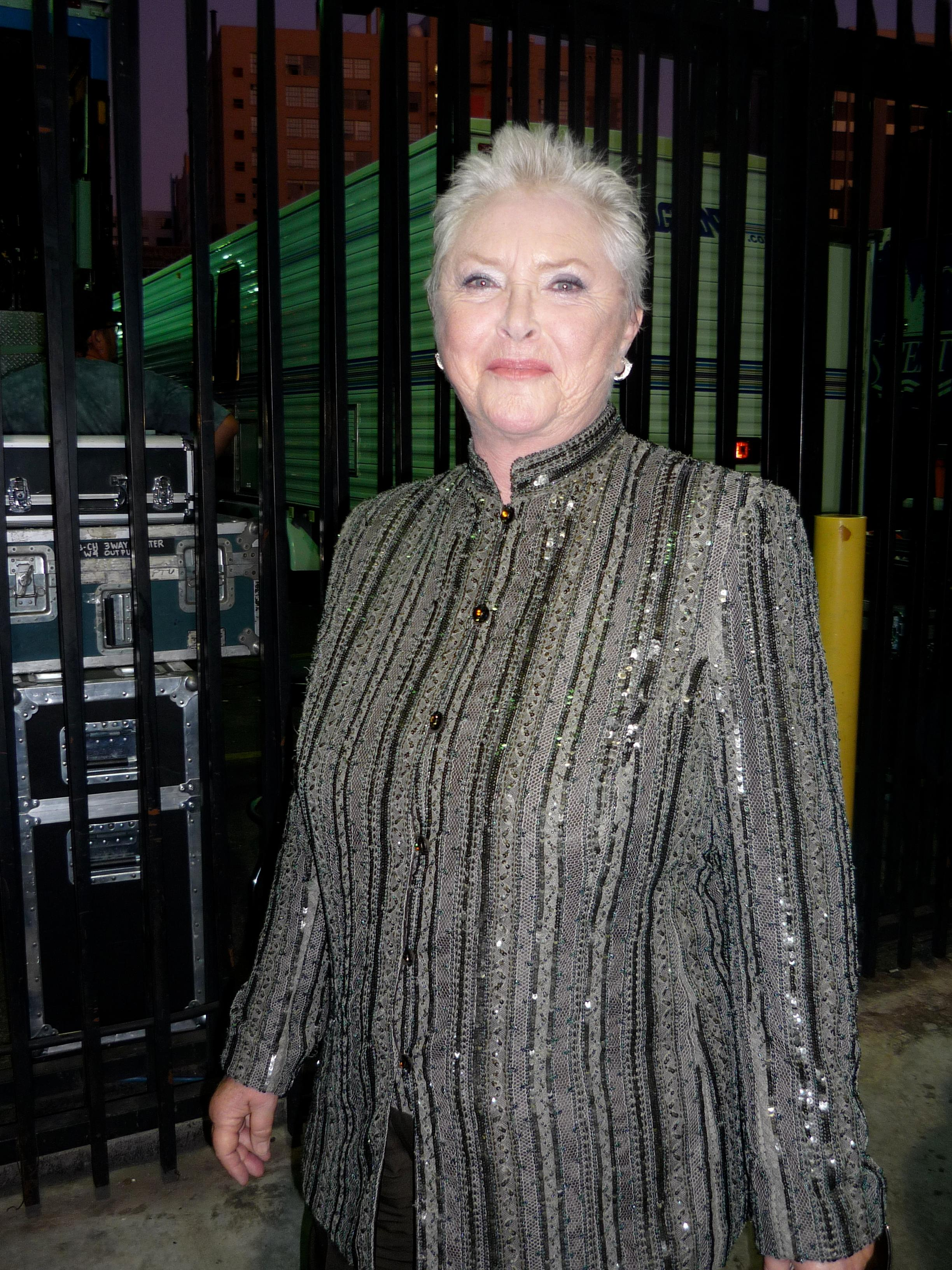
Susan Flannery won in 1975 voor haar rol als Laura Horton in Days of Our Lives. Ze won later nog drie van de negen nominaties voor haar rol als Stephanie Forrester in The Bold and the Beautiful.

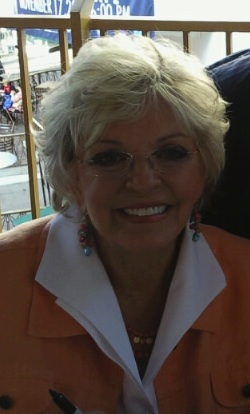
Susan Seaforth Hayes werd vier keer genomineerd voor haar rol als Julie Olson Williams in Days of Our Lives.

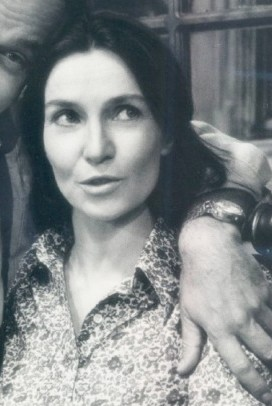
Helen Gallagher werd vijf keer en won drie keer voor haar rol als Maeve Ryan in Ryan's Hope.

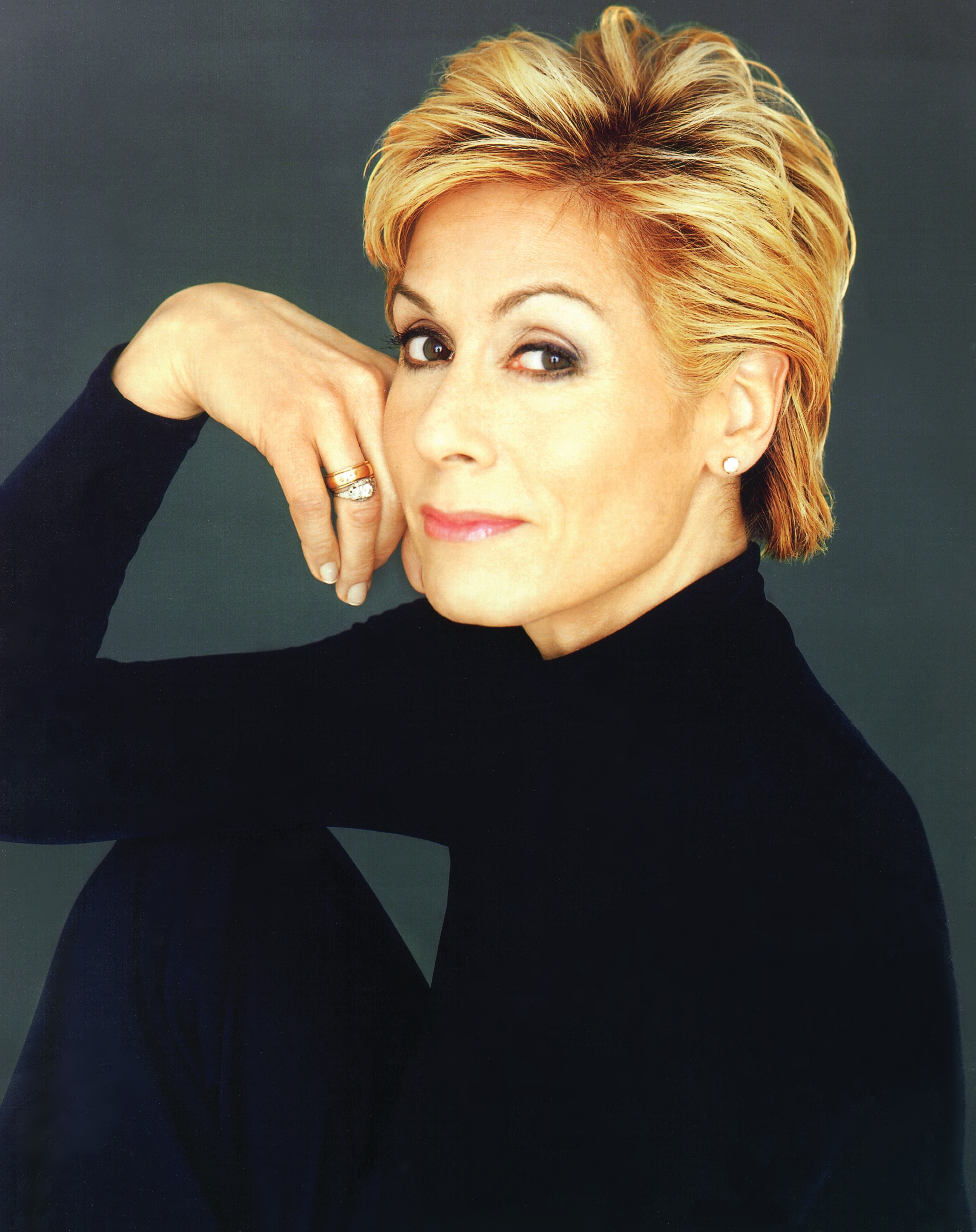
Judith Light won in 1980 and 1981 voor haar rol als Karen Wolek in One Life to Live.

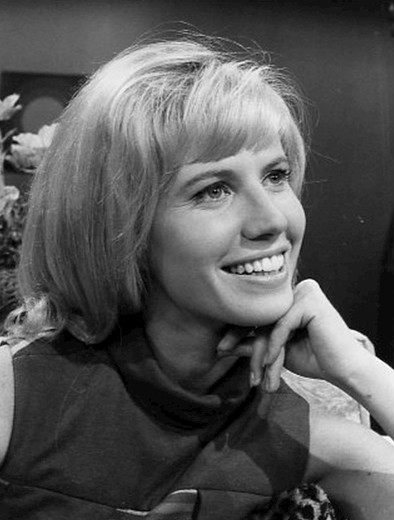
Leslie Charleson werd vier keer genomineerd voor haar rol als Monica Quartermaine in General Hospital.

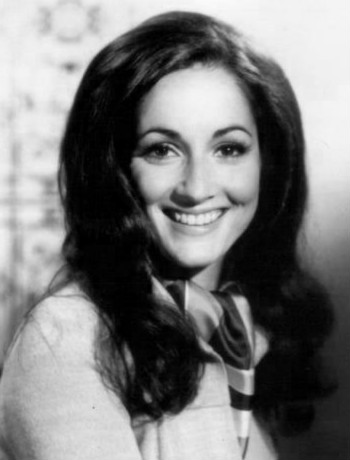
Robin Strasser werd vier genomineerd en won in 1982 voor haar rol als Dorian Cramer in One Life to Live.

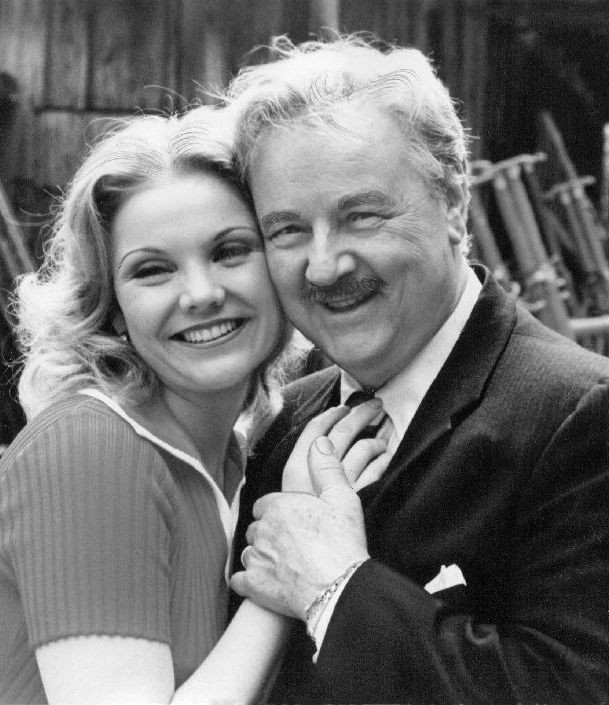
Erika Slezak (link) werd het meest genomineerd voor haar rol als Victoria Lord in One Life to Live.

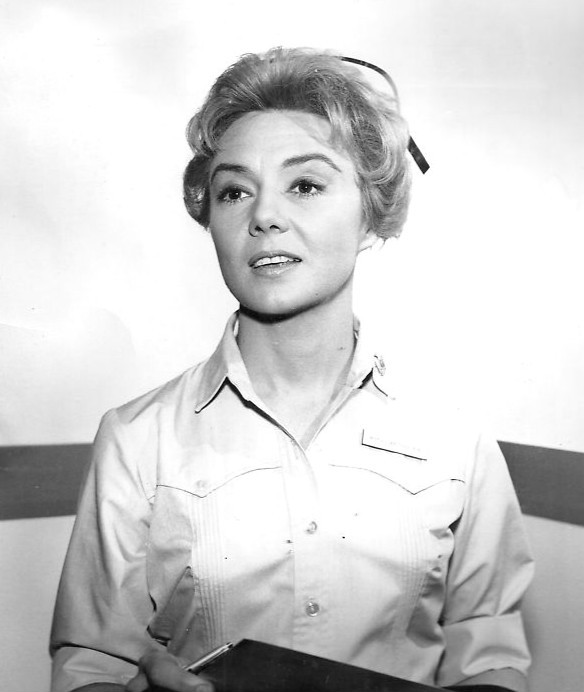
Peggy McCay werd drie keer genomineerd voor haar rol als Caroline Brady in Days of Our Lives.

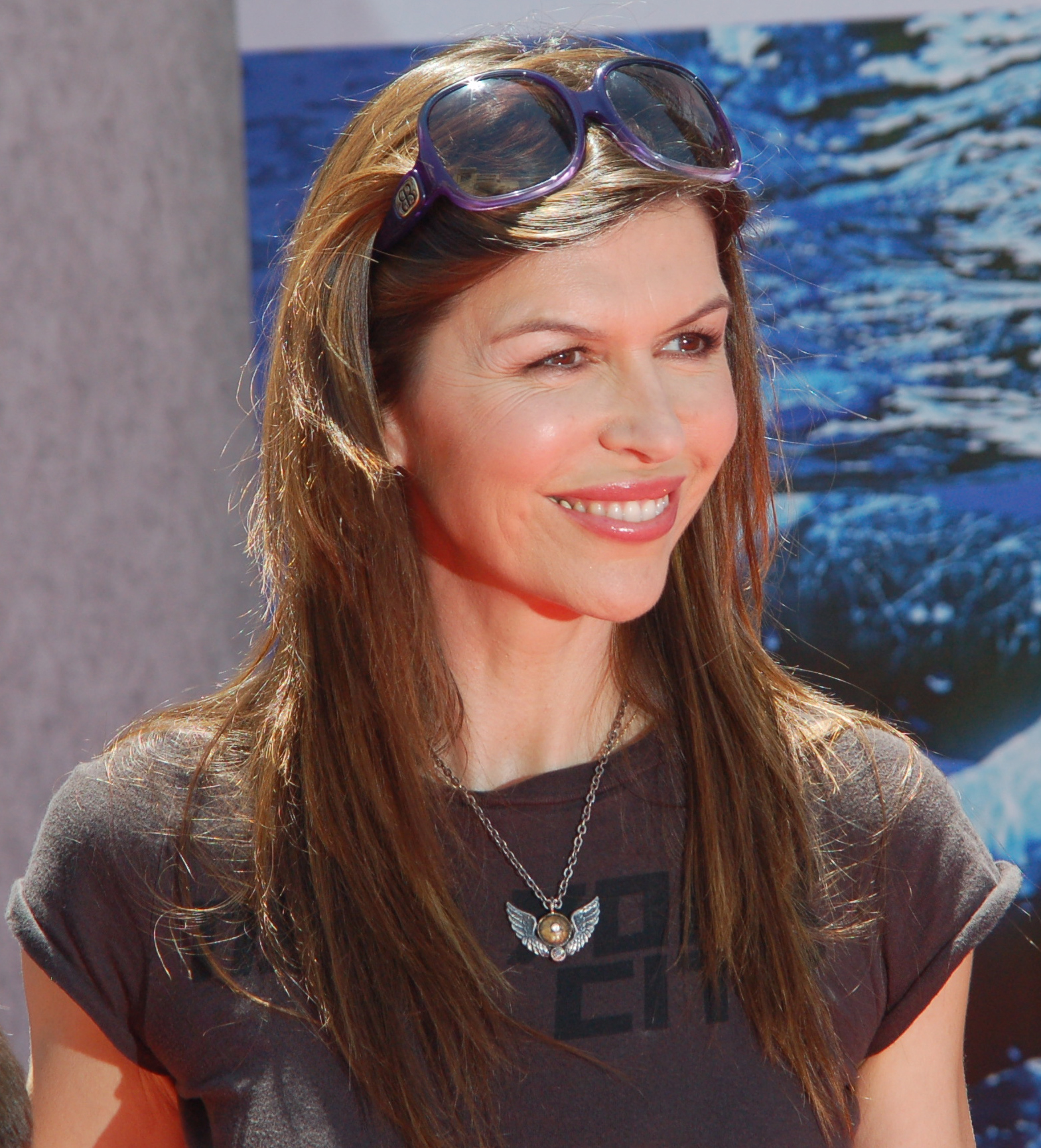
Finola Hughes werd drie keer genomineerd and won in 1991 voor haar werk bij General Hospital. Later kreeg ze nog twee nominaties voor haar rol in All My Children.

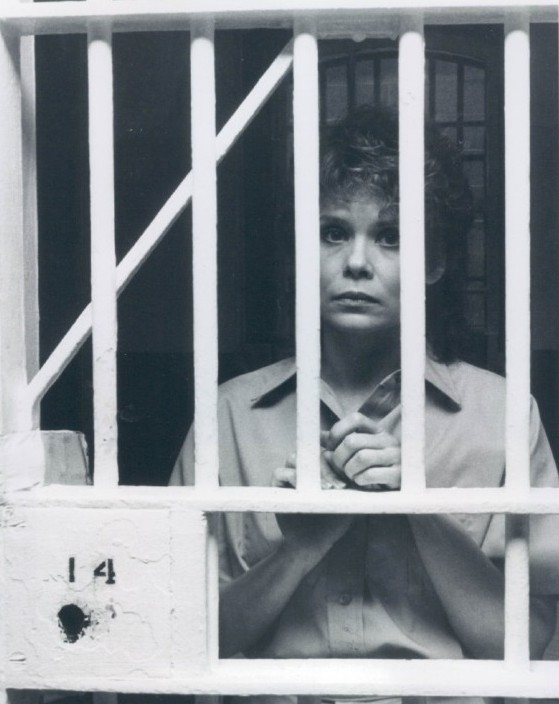
Julia Barr werd zes keer genomineerd voor haar rol als Brooke English in All My Children.

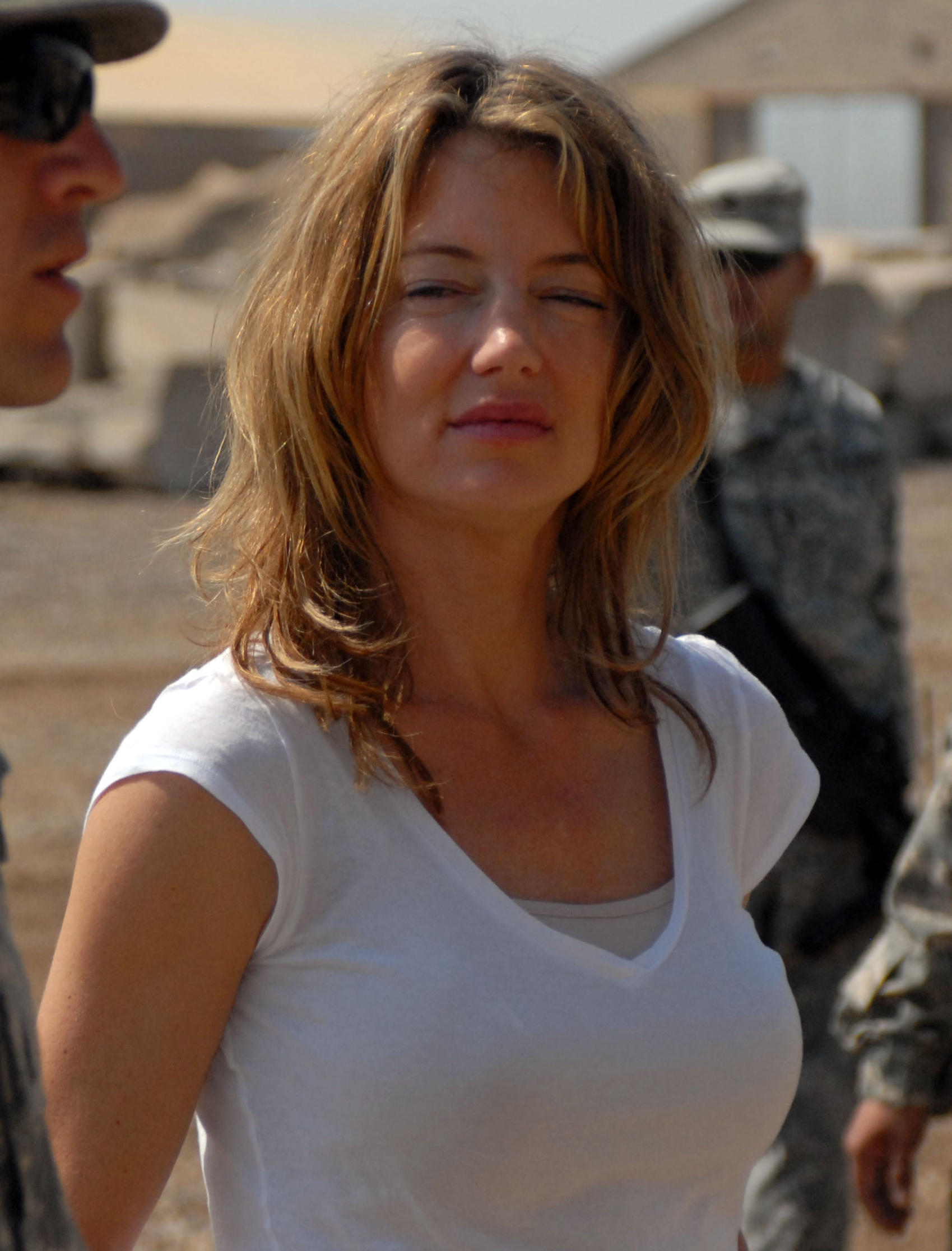
Cynthia Watros won in 1998 voor haar rol als Annie Dutton in Guiding Light.

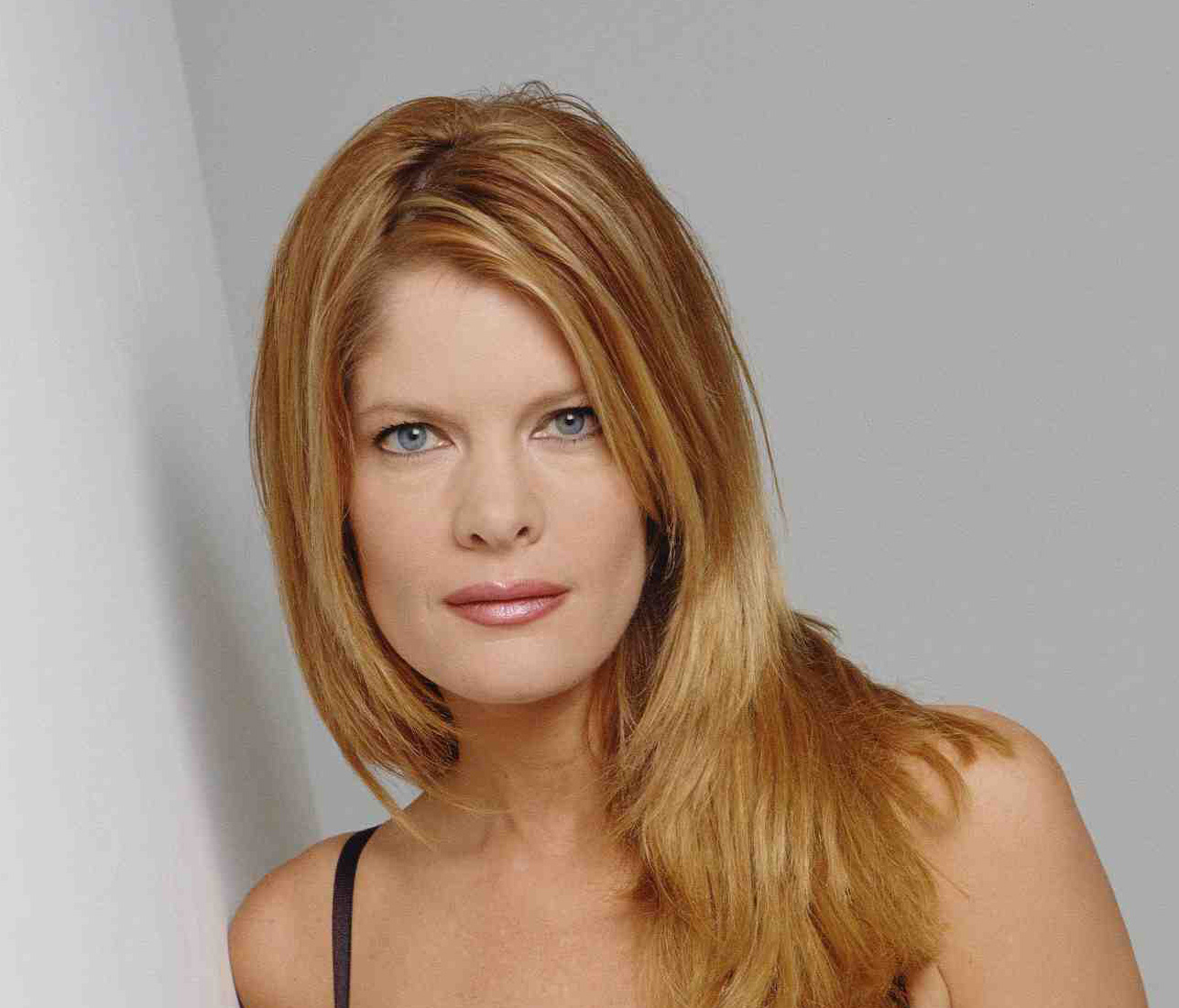
Michelle Stafford werd acht genomineerd en won in 2004 voor haar rol als Phyllis Summers in The Young and the Restless.

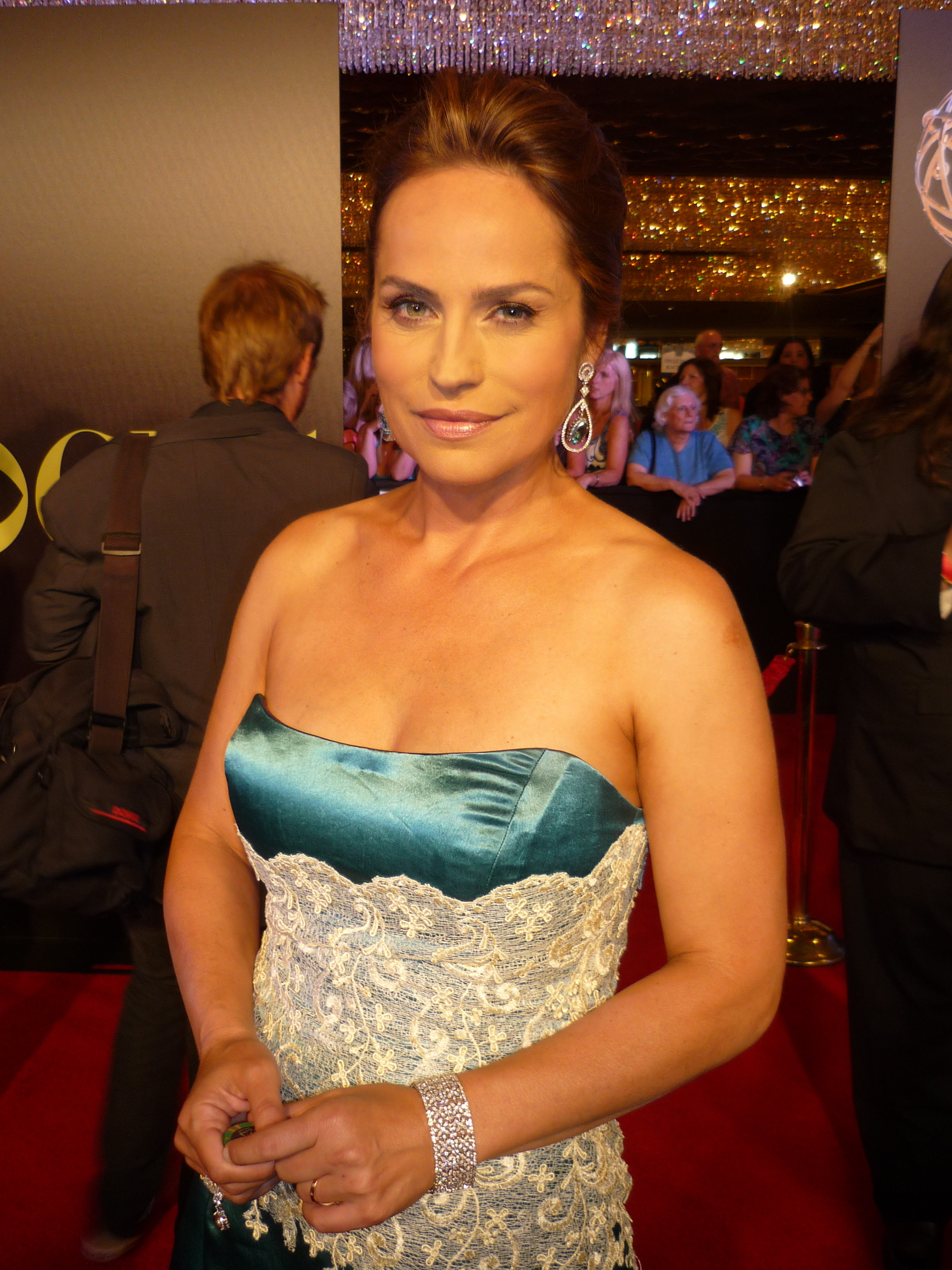
Crystal Chappell werd drie keer genomineerd voor haar rol als Olivia Spencer in Guiding Light. Later werd ze opnieuw genomineerd voor haar rol Carly Manning in 2012 in Days of Our Lives.

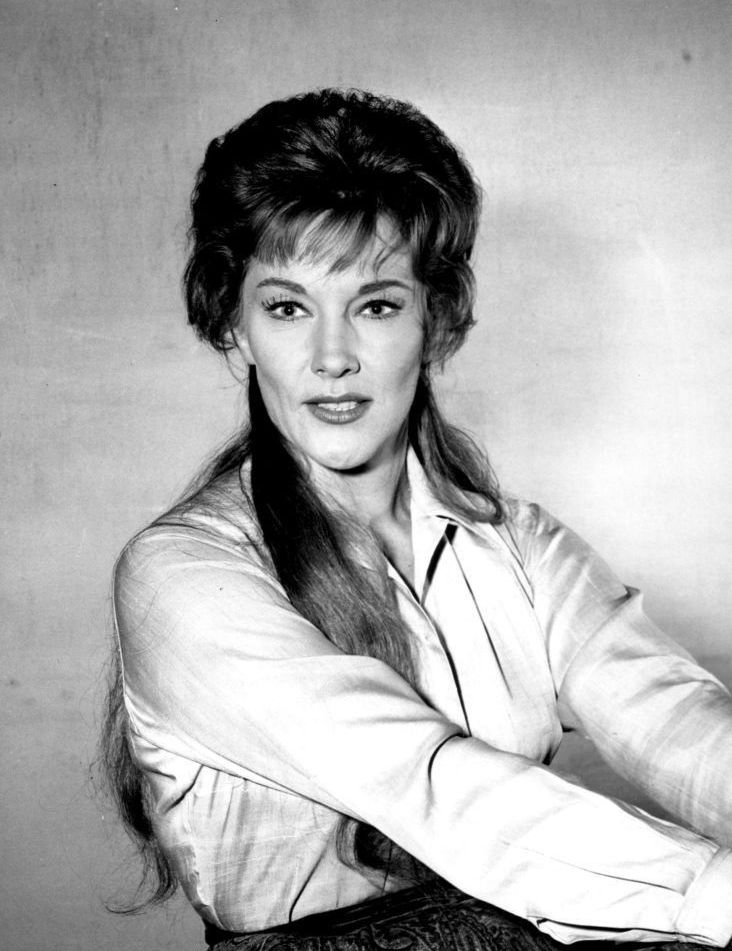
Jeanne Cooper werd negen keer genomineerd en won in 2008 voor haar rol als Katherine Chancellor in The Young and the Restless.

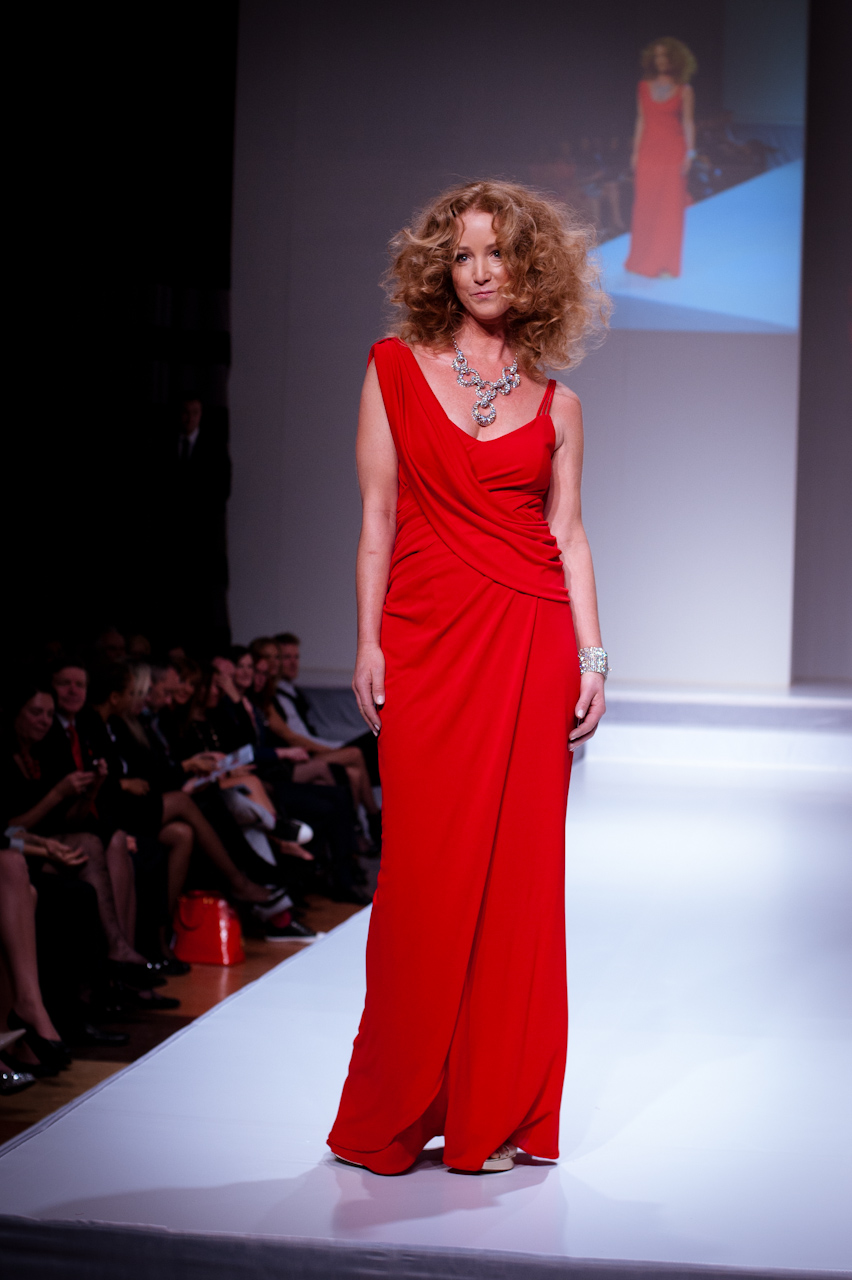
Susan Haskell won in 2009 voor haar rol als Marty Saybrooke in One Life to Live.

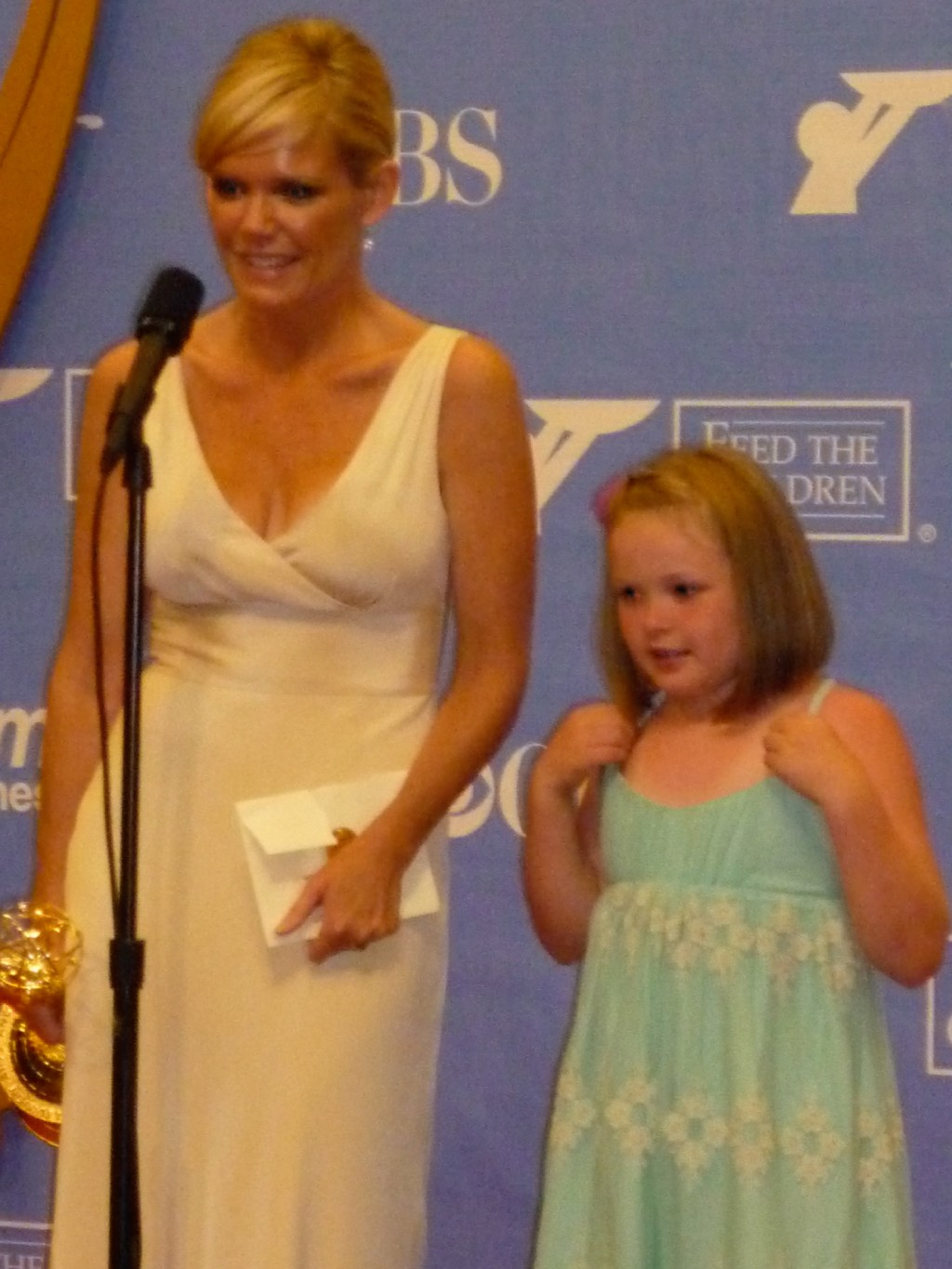
Maura West (links) won twee van haar vijf nominaties voor haar rol als Carly Tenney in As the World Turns. Ze werd vijf keer genomineerd and won in 2015 voor haar rol als Ava Jerome in General Hospital

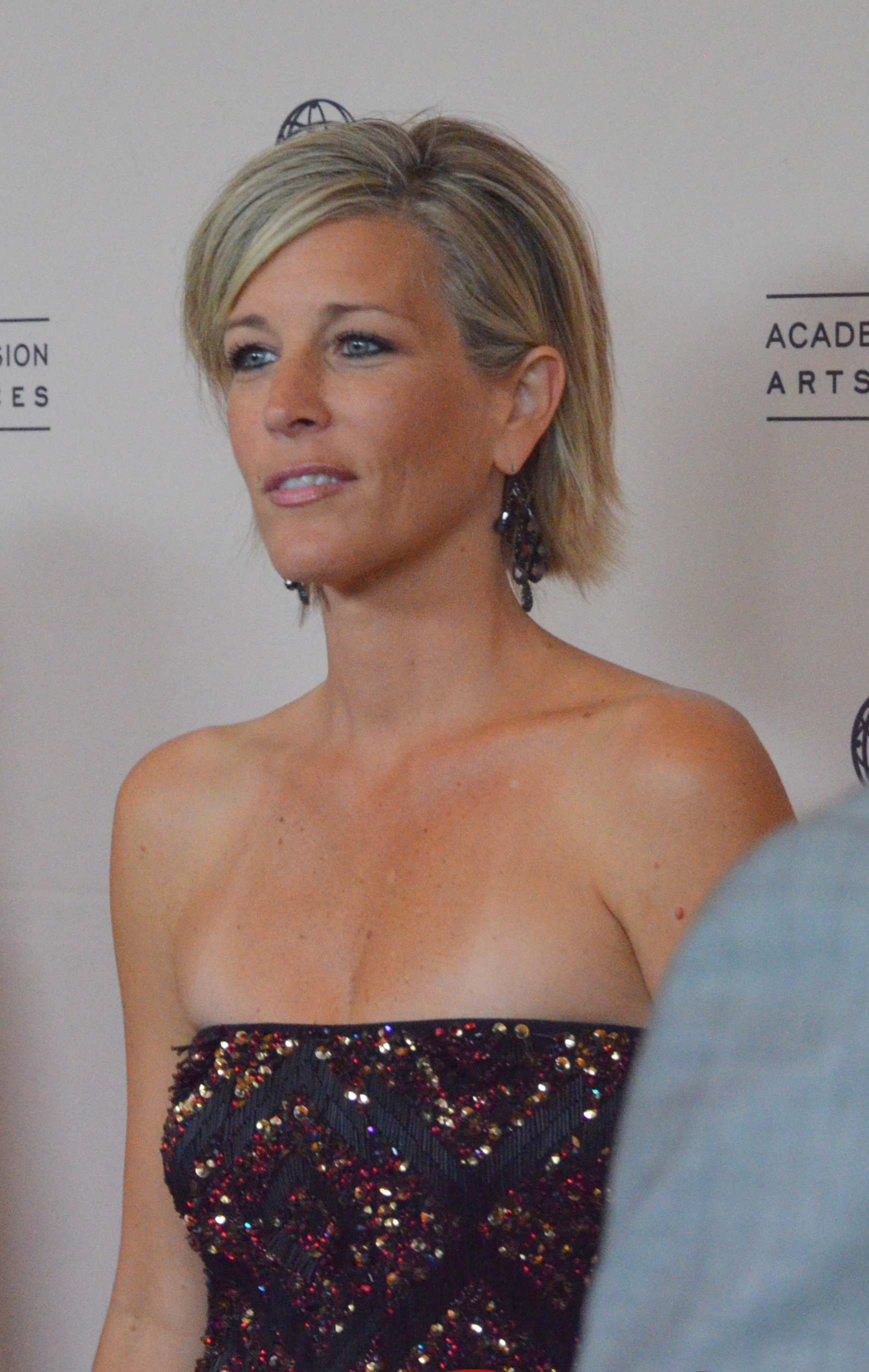
Laura Wright won één keer in 2011 en werd zes keer genomineerd voor haar rol als Carly Corinthos Jacks in General Hospital.

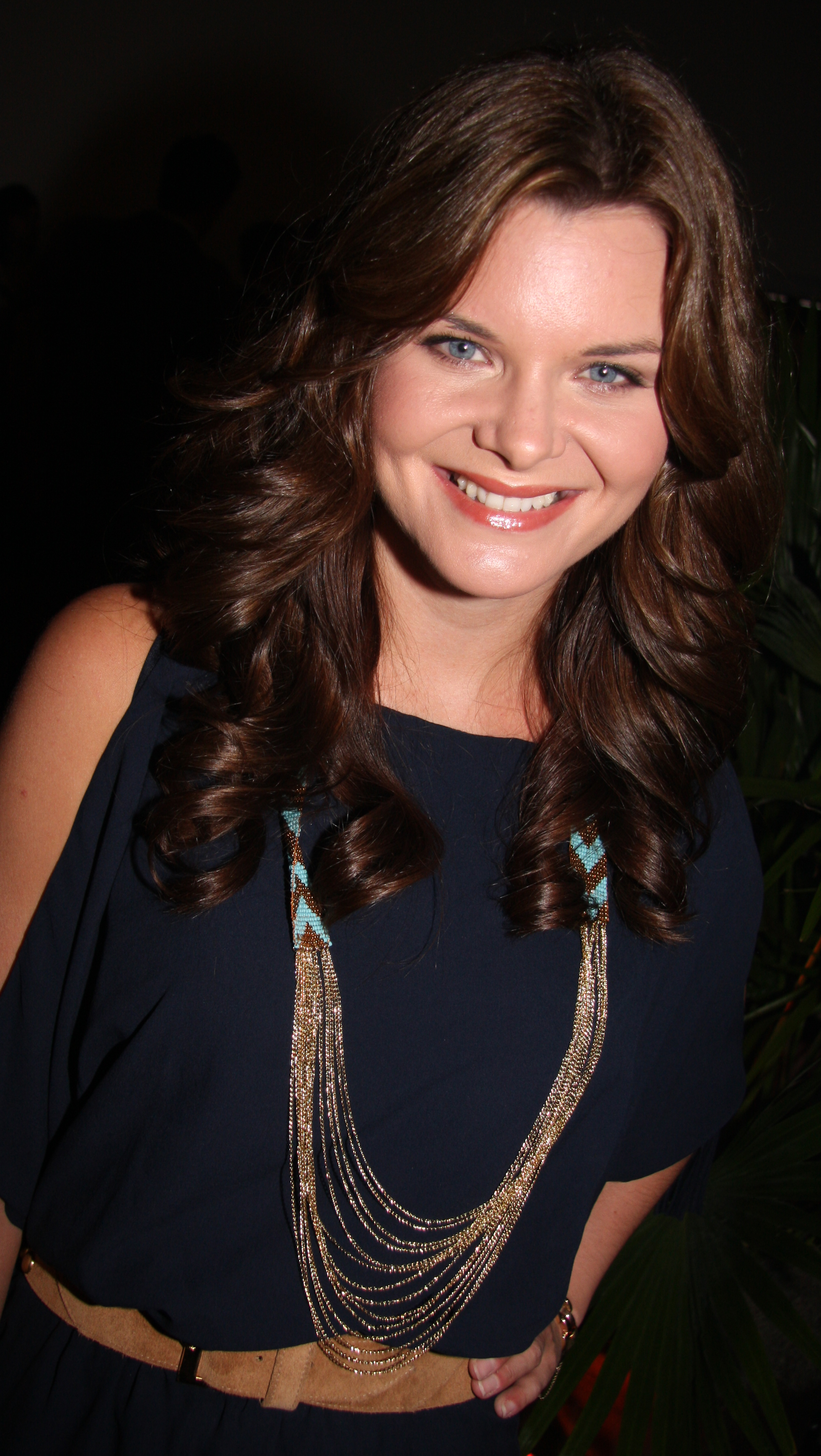
Heather Tom won drie (2012, 2013 en 2020) van haar vijf nominaties voor haar rol als Katie Logan in The Bold and the Beautiful.

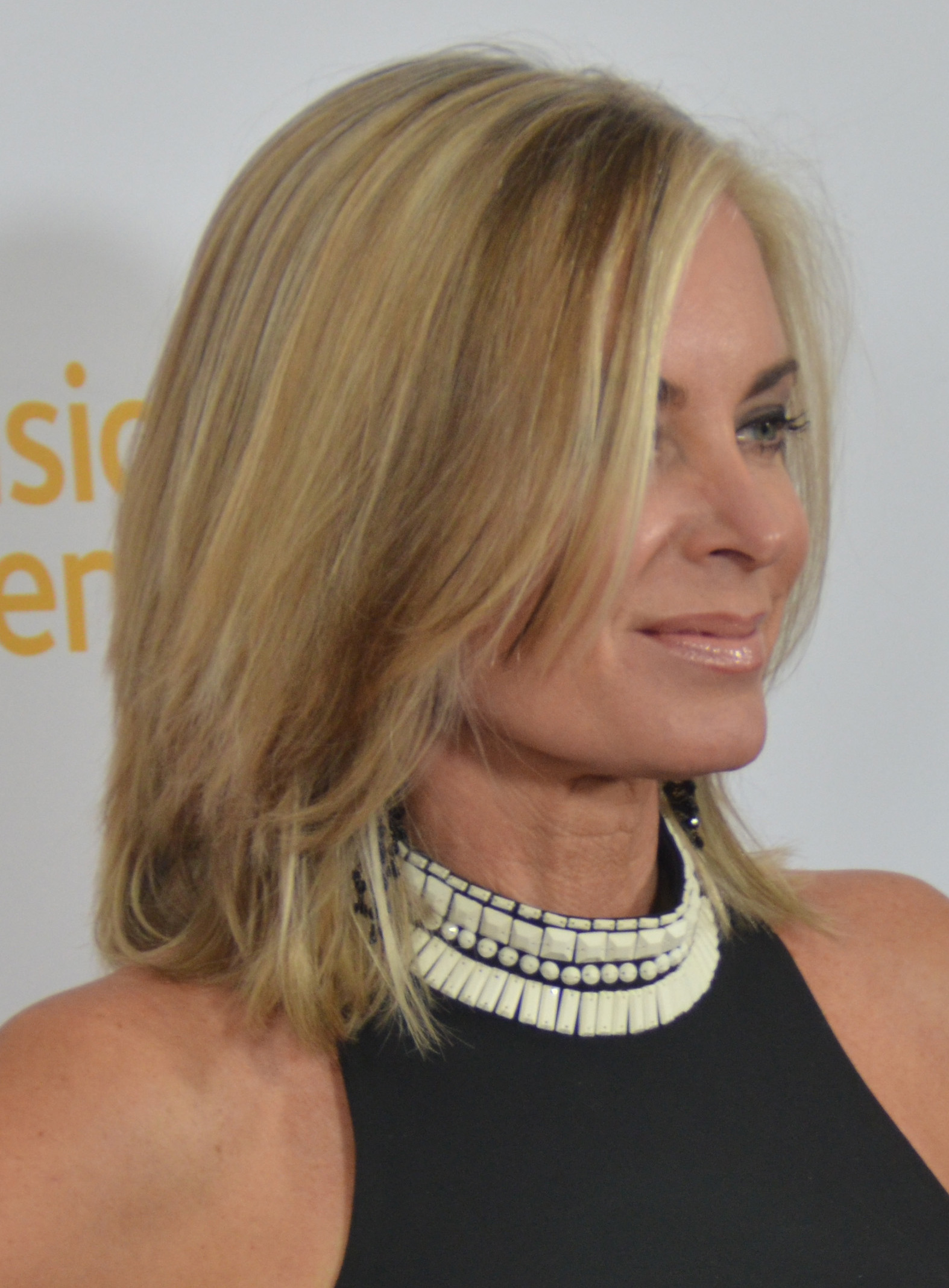
Eileen Davidson werd genomineerd in 1998 en won in 2014 voor haar rol in Days of Our Lives. Ze werd ook genomineerd in 2003 en won in 2018 voor haar rol in The Young and the Restless.

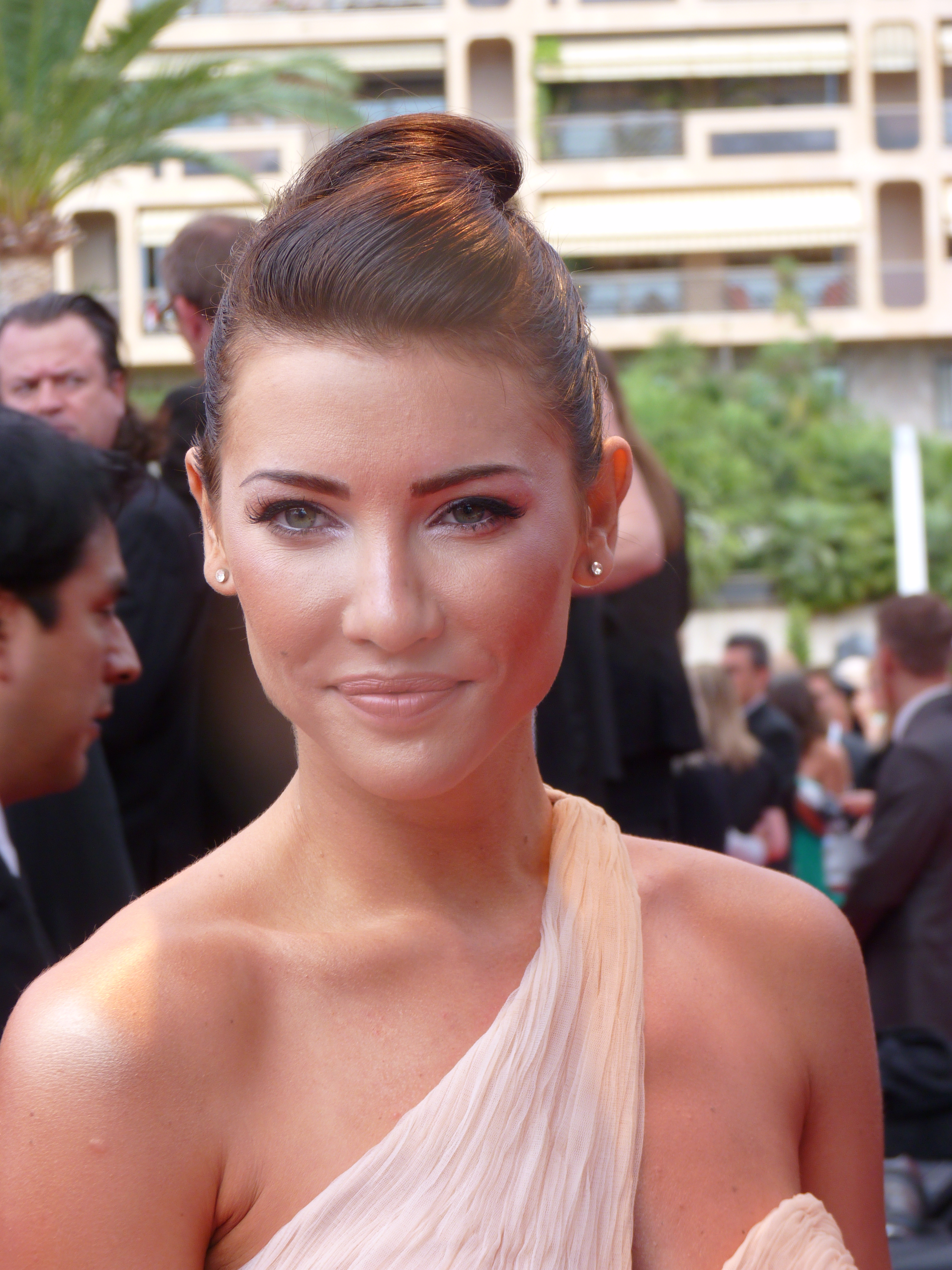
Jacqueline MacInnes Wood won in 2019 voor haar rol als Steffy Forrester in The Bold and the Beautiful.

| Jaar        | Actrice                  | Programma                  | Rol                             | Zender |
| ----------- | ------------------------ | -------------------------- | ------------------------------- | ------ |
| Jaren 1970  |                          |                            |                                 |        |
| 1974 (1ste) | Elizabeth Hubbard        | The Doctors                | Althea Davis                    | NBC    |
| 1974 (1ste) | Rachel Ames              | General Hospital           | Audrey Hardy                    | ABC    |
| 1974 (1ste) | Mary Fickett             | All My Children            | Ruth Martin                     | ABC    |
| 1974 (1ste) | Mary Stuart              | Search for Tomorrow        | Joanne Vincente                 | CBS    |
| 1975 (2de)  | Susan Flannery           | Days of Our Lives          | Laura Horton                    | NBC    |
| 1975 (2de)  | Rachel Ames              | General Hospital           | Audrey Hardy                    | ABC    |
| 1975 (2de)  | Susan Seaforth Hayes     | Days of Our Lives          | Julie Banning                   | NBC    |
| 1975 (2de)  | Ruth Warrick             | All My Children            | Phoebe Tyler                    | ABC    |
| 1976 (3e)   | Helen Gallagher          | Ryan's Hope                | Maeve Ryan                      | ABC    |
| 1976 (3e)   | Denise Alexander         | General Hospital           | Dr. Lesley Williams             | ABC    |
| 1976 (3e)   | Susan Seaforth Hayes     | Days of Our Lives          | Julie Anderson                  | NBC    |
| 1976 (3e)   | Frances Heflin           | All My Children            | Mona Kane                       | ABC    |
| 1976 (3e)   | Mary Stuart              | Search for Tomorrow        | Joanne Vincente                 | CBS    |
| 1977 (4e)   | Helen Gallagher          | Ryan's Hope                | Maeve Ryan                      | ABC    |
| 1977 (4e)   | Nancy Addison            | Ryan's Hope                | Jillian Coleridge               | ABC    |
| 1977 (4e)   | Beverlee McKinsey        | Another World              | Iris Carrington                 | NBC    |
| 1977 (4e)   | Mary Stuart              | Search for Tomorrow        | Joanne Vincente                 | CBS    |
| 1977 (4e)   | Ruth Warrick             | All My Children            | Phoebe Tyler                    | ABC    |
| 1978 (5e)   | Laurie Heineman          | Another World              | Sharlene Frame                  | NBC    |
| 1978 (5e)   | Mary Fickett             | All My Children            | Ruth Martin                     | ABC    |
| 1978 (5e)   | Jennifer Harmon          | One Life to Live           | Cathy Craig                     | ABC    |
| 1978 (5e)   | Susan Seaforth Hayes     | Days of Our Lives          | Julie Williams                  | NBC    |
| 1978 (5e)   | Susan Lucci              | All My Children            | Erica Kane                      | ABC    |
| 1978 (5e)   | Beverlee McKinsey        | Another World              | Iris Bancroft                   | NBC    |
| 1978 (5e)   | Victoria Wyndham         | Another World              | Rachel Cory                     | NBC    |
| 1979 (6e)   | Irene Dailey             | Another World              | Liz Matthews                    | NBC    |
| 1979 (6e)   | Nancy Addison            | Ryan's Hope                | Jill Coleridge                  | ABC    |
| 1979 (6e)   | Helen Gallagher          | Ryan's Hope                | Maeve Ryan                      | ABC    |
| 1979 (6e)   | Susan Seaforth Hayes     | Days of Our Lives          | Julie Williams                  | NBC    |
| 1979 (6e)   | Beverlee McKinsey        | Another World              | Iris Bancroft                   | NBC    |
| 1979 (6e)   | Victoria Wyndham         | Another World              | Rachel Cory                     | NBC    |
| Jaren 1980  |                          |                            |                                 |        |
| 1980 (7e)   | Judith Light             | One Life to Live           | Karen Wolek                     | ABC    |
| 1980 (7e)   | Julia Barr               | All My Children            | Brooke English                  | ABC    |
| 1980 (7e)   | Leslie Charleson         | General Hospital           | Monica Quartermaine             | ABC    |
| 1980 (7e)   | Kim Hunter               | The Edge of Night          | Nola Madison                    | ABC    |
| 1980 (7e)   | Beverlee McKinsey        | Another World              | Iris Bancroft                   | NBC    |
| 1980 (7e)   | Kathleen Noone           | All My Children            | Ellen Dalton                    | ABC    |
| 1981 (8e)   | Judith Light             | One Life to Live           | Karen Wolek                     | ABC    |
| 1981 (8e)   | Julia Barr               | All My Children            | Brooke English                  | ABC    |
| 1981 (8e)   | Helen Gallagher          | Ryan's Hope                | Maeve Ryan                      | ABC    |
| 1981 (8e)   | Susan Lucci              | All My Children            | Erica Kane                      | ABC    |
| 1981 (8e)   | Robin Strasser           | One Life to Live           | Dorian Cramer Lord              | ABC    |
| 1982 (9e)   | Robin Strasser           | One Life to Live           | Dorian Lord Callison            | ABC    |
| 1982 (9e)   | Leslie Charleson         | General Hospital           | Monica Quartermaine             | ABC    |
| 1982 (9e)   | Ann Flood                | The Edge of Night          | Nancy Pollock                   | ABC    |
| 1982 (9e)   | Sharon Gabet             | The Edge of Night          | Raven Whitney                   | ABC    |
| 1982 (9e)   | Susan Lucci              | All My Children            | Erica Kane                      | ABC    |
| 1983 (10e)  | Dorothy Lyman            | All My Children            | Opal Gardner                    | ABC    |
| 1983 (10e)  | Leslie Charleson         | General Hospital           | Monica Quartermaine             | ABC    |
| 1983 (10e)  | Susan Lucci              | All My Children            | Erica Kane                      | ABC    |
| 1983 (10e)  | Erika Slezak             | One Life to Live           | Victoria Lord Riley             | ABC    |
| 1983 (10e)  | Robin Strasser           | One Life to Live           | Dorian Cramer Lord              | ABC    |
| 1984 (11e)  | Erika Slezak             | One Life to Live           | Victoria Lord Buchanan          | ABC    |
| 1984 (11e)  | Ann Flood                | The Edge of Night          | Nancy Pollock                   | ABC    |
| 1984 (11e)  | Sharon Gabet             | The Edge of Night          | Raven Whitney                   | ABC    |
| 1984 (11e)  | Deidre Hall              | Days of Our Lives          | Marlena Evans                   | NBC    |
| 1984 (11e)  | Susan Lucci              | All My Children            | Erica Kane                      | ABC    |
| 1985 (12e)  | Kim Zimmer               | Guiding Light              | Reva Shayne                     | CBS    |
| 1985 (12e)  | Deidre Hall              | Days of Our Lives          | Marlena Evans                   | NBC    |
| 1985 (12e)  | Susan Lucci              | All My Children            | Erica Kane                      | ABC    |
| 1985 (12e)  | Gillian Spencer          | All My Children            | Daisy Cortlandt                 | ABC    |
| 1985 (12e)  | Robin Strasser           | One Life to Live           | Dorian Cramer Lord              | ABC    |
| 1986 (13e)  | Erika Slezak             | One Life to Live           | Victoria Lord Buchanan          | ABC    |
| 1986 (13e)  | Elizabeth Hubbard        | As the World Turns         | Lucinda Walsh                   | CBS    |
| 1986 (13e)  | Susan Lucci              | All My Children            | Erica Kane                      | ABC    |
| 1986 (13e)  | Peggy McCay              | Days of Our Lives          | Caroline Brady                  | NBC    |
| 1986 (13e)  | Kim Zimmer               | Guiding Light              | Reva Shayne                     | CBS    |
| 1987 (14e)  | Kim Zimmer               | Guiding Light              | Reva Shayne                     | CBS    |
| 1987 (14e)  | Elizabeth Hubbard        | As the World Turns         | Lucinda Walsh                   | CBS    |
| 1987 (14e)  | Susan Lucci              | All My Children            | Erica Kane                      | ABC    |
| 1987 (14e)  | Frances Reid             | Days of Our Lives          | Alice Horton                    | NBC    |
| 1987 (14e)  | Marcy Walker             | Santa Barbara              | Eden Capwell                    | NBC    |
| 1988 (15e)  | Helen Gallagher          | Ryan's Hope                | Maeve Ryan                      | ABC    |
| 1988 (15e)  | Elizabeth Hubbard        | As the World Turns         | Lucinda Walsh                   | CBS    |
| 1988 (15e)  | Susan Lucci              | All My Children            | Erica Kane                      | ABC    |
| 1988 (15e)  | Erika Slezak             | One Life to Live           | Victoria Lord Buchanan          | ABC    |
| 1988 (15e)  | Marcy Walker             | Santa Barbara              | Eden Capwell                    | NBC    |
| 1989 (16e)  | Marcy Walker             | Santa Barbara              | Eden Capwell                    | NBC    |
| 1989 (16e)  | Jeanne Cooper            | The Young and the Restless | Katherine Chancellor            | CBS    |
| 1989 (16e)  | Elizabeth Hubbard        | As the World Turns         | Lucinda Walsh                   | CBS    |
| 1989 (16e)  | Susan Lucci              | All My Children            | Erica Kane                      | ABC    |
| Jaren 1990  |                          |                            |                                 |        |
| 1990 (17e)  | Kim Zimmer               | Guiding Light              | Reva Shayne                     | CBS    |
| 1990 (17e)  | Jeanne Cooper            | The Young and the Restless | Katherine Chancellor            | CBS    |
| 1990 (17e)  | Elizabeth Hubbard        | As the World Turns         | Lucinda Walsh                   | CBS    |
| 1990 (17e)  | Finola Hughes            | General Hospital           | Anna Devane                     | ABC    |
| 1990 (17e)  | Susan Lucci              | All My Children            | Erica Kane                      | ABC    |
| 1991 (18e)  | Finola Hughes            | General Hospital           | Anna Devane                     | ABC    |
| 1991 (18e)  | Julia Barr               | All My Children            | Brooke English                  | ABC    |
| 1991 (18e)  | Jeanne Cooper            | The Young and the Restless | Katherine Chancellor            | CBS    |
| 1991 (18e)  | Elizabeth Hubbard        | As the World Turns         | Lucinda Walsh                   | CBS    |
| 1991 (18e)  | Susan Lucci              | All My Children            | Erica Kane                      | ABC    |
| 1992 (19e)  | Erika Slezak             | One Life to Live           | Victoria Lord Buchanan          | ABC    |
| 1992 (19e)  | Jeanne Cooper            | The Young and the Restless | Katherine Chancellor            | CBS    |
| 1992 (19e)  | Elizabeth Hubbard        | As the World Turns         | Lucinda Walsh                   | CBS    |
| 1992 (19e)  | Susan Lucci              | All My Children            | Erica Kane                      | ABC    |
| 1992 (19e)  | Jessica Tuck             | One Life to Live           | Megan Gordon Harrison           | ABC    |
| 1993 (20e)  | Linda Dano               | Another World              | Felicia Gallant                 | NBC    |
| 1993 (20e)  | Julia Barr               | All My Children            | Brooke English                  | ABC    |
| 1993 (20e)  | Ellen Dolan              | As the World Turns         | Margo Hughes                    | CBS    |
| 1993 (20e)  | Maeve Kinkead            | Guiding Light              | Vanessa Chamberlain             | CBS    |
| 1993 (20e)  | Susan Lucci              | All My Children            | Erica Kane                      | ABC    |
| 1994 (21e)  | Hillary B. Smith         | One Life to Live           | Nora Hanen Gannon               | ABC    |
| 1994 (21e)  | Julia Barr               | All My Children            | Brooke English                  | ABC    |
| 1994 (21e)  | Linda Dano               | Another World              | Felicia Gallant                 | NBC    |
| 1994 (21e)  | Fiona Hutchison          | Guiding Light              | Jenna Bradshaw                  | CBS    |
| 1994 (21e)  | Kathleen Widdoes         | As the World Turns         | Emma Snyder                     | CBS    |
| 1995 (22e)  | Erika Slezak             | One Life to Live           | Victoria Lord Carpenter         | ABC    |
| 1995 (22e)  | Leslie Charleson         | General Hospital           | Monica Quartermaine             | ABC    |
| 1995 (22e)  | Marj Dusay               | Guiding Light              | Alexandra Spaulding             | CBS    |
| 1995 (22e)  | Maeve Kinkead            | Guiding Light              | Vanessa Chamberlain             | CBS    |
| 1995 (22e)  | Susan Lucci              | All My Children            | Erica Kane                      | ABC    |
| 1996 (23e)  | Erika Slezak             | One Life to Live           | Victoria Lord Carpenter         | ABC    |
| 1996 (23e)  | Jensen Buchanan          | Another World              | Vicky Hudson                    | NBC    |
| 1996 (23e)  | Linda Dano               | Another World              | Felicia Gallant                 | NBC    |
| 1996 (23e)  | Susan Lucci              | All My Children            | Erica Kane                      | ABC    |
| 1996 (23e)  | Jess Walton              | The Young and the Restless | Jill Abbott                     | CBS    |
| 1997 (24e)  | Jess Walton              | The Young and the Restless | Jill Abbott                     | CBS    |
| 1997 (24e)  | Jensen Buchanan          | Another World              | Vicky Hudson                    | NBC    |
| 1997 (24e)  | Genie Francis            | General Hospital           | Laura Spencer                   | ABC    |
| 1997 (24e)  | Susan Lucci              | All My Children            | Erica Kane                      | ABC    |
| 1998 (25e)  | Cynthia Watros           | Guiding Light              | Annie Dutton                    | CBS    |
| 1998 (25e)  | Eileen Davidson          | Days of Our Lives          | Kristen Blake                   | NBC    |
| 1998 (25e)  | Susan Lucci              | All My Children            | Erica Kane                      | ABC    |
| 1998 (25e)  | Jacklyn Zeman            | General Hospital           | Bobbie Spencer                  | ABC    |
| 1998 (25e)  | Kim Zimmer               | Guiding Light              | Reva Shayne                     | CBS    |
| 1999 (26e)  | Susan Lucci              | All My Children            | Erica Kane                      | ABC    |
| 1999 (26e)  | Jeanne Cooper            | The Young and the Restless | Katherine Chancellor            | CBS    |
| 1999 (26e)  | Elizabeth Hubbard        | As the World Turns         | Lucinda Walsh                   | CBS    |
| 1999 (26e)  | Melody Thomas Scott      | The Young and the Restless | Nikki Newman                    | CBS    |
| 1999 (26e)  | Kim Zimmer               | Guiding Light              | Reva Shayne                     | CBS    |
| Jaren 2000  |                          |                            |                                 |        |
| 2000 (27e)  | Susan Flannery           | The Bold and the Beautiful | Stephanie Forrester             | CBS    |
| 2000 (27e)  | Jeanne Cooper            | The Young and the Restless | Katherine Chancellor            | CBS    |
| 2000 (27e)  | Finola Hughes            | All My Children            | Alex Devane                     | ABC    |
| 2000 (27e)  | Hillary B. Smith         | One Life to Live           | Nora Hanen                      | ABC    |
| 2000 (27e)  | Jess Walton              | The Young and the Restless | Jill Abbott                     | CBS    |
| 2001 (28e)  | Martha Byrne             | As the World Turns         | Lily Walsh Snyder/Rose D'Angelo | CBS    |
| 2001 (28e)  | Julia Barr               | All My Children            | Brooke English                  | ABC    |
| 2001 (28e)  | Susan Flannery           | The Bold and the Beautiful | Stephanie Forrester             | CBS    |
| 2001 (28e)  | Susan Lucci              | All My Children            | Erica Kane                      | ABC    |
| 2001 (28e)  | Marcy Walker             | All My Children            | Liza Colby                      | ABC    |
| 2002 (29e)  | Susan Flannery           | The Bold and the Beautiful | Stephanie Forrester             | CBS    |
| 2002 (29e)  | Martha Byrne             | As the World Turns         | Lily Walsh Snyder/Rose D'Angelo | CBS    |
| 2002 (29e)  | Finola Hughes            | All My Children            | Alex Devane/Anna Devane         | ABC    |
| 2002 (29e)  | Susan Lucci              | All My Children            | Erica Kane                      | ABC    |
| 2002 (29e)  | Colleen Zenk Pinter      | As the World Turns         | Barbara Ryan                    | CBS    |
| 2003 (30e)  | Susan Flannery           | The Bold and the Beautiful | Stephanie Forrester             | CBS    |
| 2003 (30e)  | Eileen Davidson          | The Young and the Restless | Ashley Abbott                   | CBS    |
| 2003 (30e)  | Nancy Lee Grahn          | General Hospital           | Alexis Davis                    | ABC    |
| 2003 (30e)  | Michelle Stafford        | The Young and the Restless | Phyllis Summers Abbott          | CBS    |
| 2003 (30e)  | Kim Zimmer               | Guiding Light              | Reva Shayne Lewis               | CBS    |
| 2004 (31e)  | Michelle Stafford        | The Young and the Restless | Phyllis Summers Abbott          | CBS    |
| 2004 (31e)  | Tamara Braun             | General Hospital           | Carly Corinthos                 | ABC    |
| 2004 (31e)  | Nancy Lee Grahn          | General Hospital           | Alexis Davis                    | ABC    |
| 2004 (31e)  | Maura West               | As the World Turns         | Carly Snyder                    | CBS    |
| 2004 (31e)  | Kim Zimmer               | Guiding Light              | Reva Shayne Lewis               | CBS    |
| 2005 (32e)  | Erika Slezak             | One Life to Live           | Victoria Lord Davidson          | ABC    |
| 2005 (32e)  | Martha Byrne             | As the World Turns         | Lily Walsh Snyder               | CBS    |
| 2005 (32e)  | Kassie DePaiva           | One Life to Live           | Blair Cramer                    | ABC    |
| 2005 (32e)  | Susan Flannery           | The Bold and the Beautiful | Stephanie Forrester             | CBS    |
| 2005 (32e)  | Nancy Lee Grahn          | General Hospital           | Alexis Davis                    | ABC    |
| 2005 (32e)  | Juliet Mills             | Passions                   | Tabitha Lenox                   | NBC    |
| 2005 (32e)  | Michelle Stafford        | The Young and the Restless | Phyllis Summers Abbott          | CBS    |
| 2005 (32e)  | Kim Zimmer               | Guiding Light              | Reva Shayne Lewis               | CBS    |
| 2006 (33e)  | Kim Zimmer               | Guiding Light              | Reva Shayne Lewis               | CBS    |
| 2006 (33e)  | Bobbie Eakes             | All My Children            | Krystal Carey                   | ABC    |
| 2006 (33e)  | Beth Ehlers              | Guiding Light              | Harley Cooper                   | CBS    |
| 2006 (33e)  | Susan Flannery           | The Bold and the Beautiful | Stephanie Forrester             | CBS    |
| 2006 (33e)  | Kelly Monaco             | General Hospital           | Sam McCall                      | ABC    |
| 2007 (34e)  | Maura West               | As the World Turns         | Carly Snyder                    | CBS    |
| 2007 (34e)  | Crystal Chappell         | Guiding Light              | Olivia Spencer                  | CBS    |
| 2007 (34e)  | Jeanne Cooper            | The Young and the Restless | Katherine Chancellor            | CBS    |
| 2007 (34e)  | Michelle Stafford        | The Young and the Restless | Phyllis Summers Newman          | CBS    |
| 2007 (34e)  | Kim Zimmer               | Guiding Light              | Reva Shayne Lewis               | CBS    |
| 2008 (35e)  | Jeanne Cooper            | The Young and the Restless | Katherine Chancellor            | CBS    |
| 2008 (35e)  | Crystal Chappell         | Guiding Light              | Olivia Spencer                  | CBS    |
| 2008 (35e)  | Nicole Forester          | Guiding Light              | Cassie Layne Winslow            | CBS    |
| 2008 (35e)  | Michelle Stafford        | The Young and the Restless | Phyllis Newman                  | CBS    |
| 2008 (35e)  | Maura West               | As the World Turns         | Carly Tenney                    | CBS    |
| 2009 (36e)  | Susan Haskell            | One Life to Live           | Dr. Marty Saybrooke             | ABC    |
| 2009 (36e)  | Jeanne Cooper            | The Young and the Restless | Katherine Chancellor            | CBS    |
| 2009 (36e)  | Susan Flannery           | The Bold and the Beautiful | Stephanie Forrester             | CBS    |
| 2009 (36e)  | Debbi Morgan             | All My Children            | Angie Hubbard                   | ABC    |
| 2009 (36e)  | Maura West               | As the World Turns         | Carly Tenney                    | CBS    |
| Jaren 2010  |                          |                            |                                 |        |
| 2010 (37e)  | Maura West               | As the World Turns         | Carly Tenney                    | CBS    |
| 2010 (37e)  | Sarah Brown              | General Hospital           | Claudia Zacchara Corinthos      | ABC    |
| 2010 (37e)  | Crystal Chappell         | Guiding Light              | Olivia Spencer                  | CBS    |
| 2010 (37e)  | Bobbie Eakes             | All My Children            | Krystal Carey                   | ABC    |
| 2010 (37e)  | Michelle Stafford        | The Young and the Restless | Phyllis Newman                  | CBS    |
| 2011 (38e)  | Laura Wright             | General Hospital           | Carly Corinthos Jacks           | ABC    |
| 2011 (38e)  | Susan Flannery           | The Bold and the Beautiful | Stephanie Forrester             | CBS    |
| 2011 (38e)  | Alicia Minshew           | All My Children            | Kendall Slater                  | ABC    |
| 2011 (38e)  | Debbi Morgan             | All My Children            | Angie Hubbard                   | ABC    |
| 2011 (38e)  | Michelle Stafford        | The Young and the Restless | Phyllis Summers                 | CBS    |
| 2011 (38e)  | Colleen Zenk             | As the World Turns         | Barbara Ryan                    | CBS    |
| 2012 (39e)  | Heather Tom              | The Bold and the Beautiful | Katie Logan Spencer             | CBS    |
| 2012 (39e)  | Crystal Chappell         | Days of Our Lives          | Dr. Carly Manning               | NBC    |
| 2012 (39e)  | Debbi Morgan             | All My Children            | Angie Hubbard                   | ABC    |
| 2012 (39e)  | Erika Slezak             | One Life to Live           | Victoria Lord                   | ABC    |
| 2012 (39e)  | Laura Wright             | General Hospital           | Carly Corinthos Jacks           | ABC    |
| 2013 (40e)  | Heather Tom              | The Bold and the Beautiful | Katie Logan Spencer             | CBS    |
| 2013 (40e)  | Susan Flannery           | The Bold and the Beautiful | Stephanie Forrester             | CBS    |
| 2013 (40e)  | Peggy McCay              | Days of Our Lives          | Caroline Brady                  | NBC    |
| 2013 (40e)  | Michelle Stafford        | The Young and the Restless | Phyllis Summers Newman          | CBS    |
| 2014 (41e)  | Eileen Davidson          | Days of Our Lives          | Kristen DiMera                  | NBC    |
| 2014 (41e)  | Katherine Kelly Lang     | The Bold and the Beautiful | Brooke Logan                    | CBS    |
| 2014 (41e)  | Heather Tom              | The Bold and the Beautiful | Katie Logan                     | CBS    |
| 2014 (41e)  | Arianne Zucker           | Days of Our Lives          | Nicole Walker                   | NBC    |
| 2015 (42e)  | Maura West               | General Hospital           | Ava Jerome                      | ABC    |
| 2015 (42e)  | Peggy McCay              | Days of Our Lives          | Caroline Brady                  | NBC    |
| 2015 (42e)  | Alison Sweeney           | Days of Our Lives          | Sami Brady DiMera               | NBC    |
| 2015 (42e)  | Gina Tognoni             | The Young and the Restless | Phyllis Summers                 | CBS    |
| 2015 (42e)  | Laura Wright             | General Hospital           | Carly Corinthos                 | ABC    |
| 2016 (43e)  | Mary Beth Evans          | Days of Our Lives          | Kayla Brady                     | NBC    |
| 2016 (43e)  | Tracey E. Bregman        | The Young and the Restless | Lauren Fenmore Baldwin          | CBS    |
| 2016 (43e)  | Kassie DePaiva           | Days of Our Lives          | Eve Larson                      | NBC    |
| 2016 (43e)  | Finola Hughes            | General Hospital           | Anna Devane                     | ABC    |
| 2016 (43e)  | Maura West               | General Hospital           | Ava Jerome                      | ABC    |
| 2017 (44e)  | Gina Tognoni             | The Young and the Restless | Phyllis Summers                 | CBS    |
| 2017 (44e)  | Nancy Lee Grahn          | General Hospital           | Alexis Davis                    | ABC    |
| 2017 (44e)  | Heather Tom              | The Bold and the Beautiful | Katie Logan                     | CBS    |
| 2017 (44e)  | Jess Walton              | The Young and the Restless | Jill Abbott                     | CBS    |
| 2017 (44e)  | Laura Wright             | General Hospital           | Carly Corinthos                 | ABC    |
| 2018 (45e)  | Eileen Davidson          | The Young and the Restless | Ashley Abbott                   | CBS    |
| 2018 (45e)  | Nancy Lee Grahn          | General Hospital           | Alexis Davis                    | ABC    |
| 2018 (45e)  | Marci Miller             | Days of Our Lives          | Abigail Deveraux                | NBC    |
| 2018 (45e)  | Maura West               | General Hospital           | Ava Jerome                      | ABC    |
| 2018 (45e)  | Laura Wright             | General Hospital           | Carly Corinthos                 | ABC    |
| 2019 (46e)  | Jacqueline MacInnes Wood | The Bold and the Beautiful | Steffy Forrester                | CBS    |
| 2019 (46e)  | Marci Miller             | Days of Our Lives          | Abigail Deveraux                | NBC    |
| 2019 (46e)  | Heather Tom              | The Bold and the Beautiful | Katie Logan                     | CBS    |
| 2019 (46e)  | Maura West               | General Hospital           | Ava Jerome                      | ABC    |
| 2019 (46e)  | Laura Wright             | General Hospital           | Carly Corinthos                 | ABC    |
| jaren 2020  |                          |                            |                                 |        |
| 2020 (47e)  | Heather Tom              | The Bold and the Beautiful | Katie Logan                     | CBS    |
| 2020 (47e)  | Finola Hughes            | General Hospital           | Anna Devane                     | ABC    |
| 2020 (47e)  | Katherine Kelly Lang     | The Bold and the Beautiful | Brooke Logan                    | CBS    |
| 2020 (47e)  | Maura West               | General Hospital           | Ava Jerome                      | ABC    |
| 2020 (47e)  | Arianne Zucker           | Days of Our Lives          | Nicole Walker                   | NBC    |